# Gantt (Alabama)
Gantt is een plaats (town) in de Amerikaanse staat Alabama, en valt bestuurlijk gezien onder Covington County.

## Demografie
Bij de volkstelling in 2000 werd het aantal inwoners vastgesteld op 241.
In 2006 is het aantal inwoners door het United States Census Bureau geschat op eveneens 241.

## Geografie
Volgens het United States Census Bureau beslaat de plaats een oppervlakte van
1,8 km², waarvan 1,7 km² land en 0,1 km² water. Gantt ligt op ongeveer 71 m boven zeeniveau.

## Plaatsen in de nabije omgeving
De onderstaande figuur toont de plaatsen in een straal van 16 km rond Gantt.